# Mahiro Maeda
Mahiro Maeda (jap. 前田 真宏, Maeda Mahiro; * 14. März 1963 in Yonago, Präfektur Tottori) ist ein japanischer Regisseur, Animator und Figurendesigner.

## Biographie
Am Beginn seiner Karriere arbeitete Maeda beim Studio Ghibli als Animator, wo er an Werken wie Nausicaä aus dem Tal der Winde, Das Schloss im Himmel und Porco Rosso arbeitete. Später arbeitete er vor allem mit dem Studio Gonzo, dessen Mitbegründer er war, zusammen und arbeitete als Regisseur an Animes wie Blue Submarine No.6, Final Fantasy Unlimited oder Gankutsuō. Zu letzterem zeichnete er auch den Manga.
Er war auch als Figuren- und Mechadesigner für mehrere Animes zuständig, so etwa für Neon Genesis Evangelion, Mahō Tsukai Tai!, The Vision of Escaflowne, Last Exile oder Gunbuster.
Maeda arbeitete im Laufe seiner Karriere auch mit bekannten Hollywood-Regisseuren zusammen, zum Beispiel mit Quentin Tarantino als Animator für die Anime-Sequenz in Kill Bill Vol. 1 oder mit Lana Wachowski und Andy Wachowski als Regisseur, Figuren- und Mechadesigner von zwei Kurzfilmen der Animatrix-Anthologie (The Second Renaissance Part I und The Second Renaissance Part II).

## Filmographie (Auswahl)

### Als Animator
- Shinmajinden Battle Royal High School
- Birth
- Das Schloss im Himmel
- Eröffnungsfilm der Daicon IV
- F
- Giant Robo
- Gunsmith Cats
- Kill Bill Vol. 1 (Anime-Sequenz)
- Nausicaä aus dem Tal der Winde
- Porco Rosso
- Tränen der Erinnerung – Only Yesterday
- Wings of Honneamise

### Als Regisseur
- Animatrix: The Second Renaissance Part I & II (auch Figuren-/Mechadesigner)
- Blue Submarine No.6
- Final Fantasy Unlimited
- Gala (Kurzfilm aus der Reihe Genius Party des Studio 4°C)
- Gankutsuō
- R20 - Ginga Kūkō (3-minütiger Kurzfilm)
- Evangelion: 3.33 – You Can (Not) Redo. (Assistenzregie)

### Als Figuren-/Mechadesigner
- Samurai Champloo
- Animatrix: The Second Renaissance Part I & II (auch Regisseur)
- Gankutsuō
- Gate Keepers 21
- Gunbuster
- Junkers Come Here
- Last Exile
- Neon Genesis Evangelion
- The Vision of Escaflowne